# 国分太一 TOKIO ザ・ライド
国分太一 TOKIO ザ・ライド（こくぶんたいち トキオ ザ・ライド）は、文化放送をキーステーションにして、毎週木曜のレコメン!内で23時35分頃から放送されていたラジオ番組。TOKIOの国分太一がパーソナリティを務める。

## 番組内容
- リスナーへの電話
- リスナーからのハガキやメールを読む。
- 新曲の初オンエア

など。

## ネット局と放送時間
- 文化放送、秋田放送、ラジオ福島、KBS京都：23:35 - 23:50

ただし『レコメン!』の番組進行状況により、放送開始時刻が若干遅れることがある。